# Зегря Руслан Олексійович
Русла́н Олексі́йович Зе́гря — старший солдат Збройних сил України.
Брав участь у боях за Донецький аеропорт, поранений восени 2014 року. В мирний час проживає у селі Сучевени.

## Нагороди
За особисту мужність і високий професіоналізм, виявлені у захисті державного суверенітету та територіальної цілісності України, вірність військовій присязі, відзначений — нагороджений
- орденом «За мужність» III ступеня (31.7.2015).